# Tom Murray
Thomas Murray, meglio conosciuto come Tom (Illinois, 8 settembre 1874 – Hollywood, 27 agosto 1935), è stato un attore statunitense conosciuto principalmente per il ruolo del malvagio Black Larson, in La febbre dell'oro (1925) di Charlie Chaplin.

## Filmografia parziale
- Il pellegrino (The Pilgrim), regia di Charlie Chaplin (1923)
- The Meanest Man in the World, regia di Edward F. Cline (1923)
- La febbre dell'oro (The Gold Rush), regia di Charlie Chaplin (1925)
- Di corsa dietro un cuore (Tramp, Tramp, Tramp), regia di Harry Edwards (1926)